# Nicole Hassler
Nicole Hassler (Chamonix, 1 de junho de 1941 – 19 de novembro de 1996) foi uma patinadora artística francesa, que competiu no individual feminino. Ela foi medalhista de bronze no Campeonato Mundial de 1963, conquistou uma medalha de prata e três de bronze em campeonatos europeus e foi campeã por seis vezes do campeonato nacional francês. Hassler disputou os Jogos Olímpicos de Inverno de 1960 e 1964 terminando na décima primeira e quarta posição, respectivamente.

## Principais resultados
| Resultados                                            | Resultados        | Resultados       | Resultados        | Resultados       | Resultados      | Resultados        | Resultados        | Resultados        | Resultados        | Resultados    | Resultados    | Resultados    |
| Internacional                                         | Internacional     | Internacional    | Internacional     | Internacional    | Internacional   | Internacional     | Internacional     | Internacional     | Internacional     | Internacional | Internacional | Internacional |
| Evento/Temporada                                      | 1957– 1958        | 1958– 1959       | 1959– 1960        | 1960– 1961       | 1961– 1962      | 1962– 1963        | 1963– 1964        | 1964– 1965        | 1965– 1966        |               |               |               |
| ----------------------------------------------------- | ----------------- | ---------------- | ----------------- | ---------------- | --------------- | ----------------- | ----------------- | ----------------- | ----------------- | ------------- | ------------- | ------------- |
| Jogos Olímpicos                                       |                   |                  | 11.ª              |                  |                 |                   | 4.ª               |                   |                   |               |               |               |
| Campeonato Mundial                                    | 23.ª              |                  | 12.ª              |                  | 6.ª             | Medalha de bronze | 4.ª               | 8.ª               | 5.ª               |               |               |               |
| Campeonato Europeu                                    |                   | 16.ª             | 10.ª              | 8.ª              | 6.ª             | Medalha de prata  | Medalha de bronze | Medalha de bronze | Medalha de bronze |               |               |               |
| Richmond Trophy                                       |                   |                  | Medalha de bronze | Medalha de ouro  | Medalha de ouro | Medalha de ouro   |                   |                   |                   |               |               |               |
| Nacional                                              |                   |                  |                   |                  |                 |                   |                   |                   |                   |               |               |               |
| Campeonato Francês                                    | Medalha de bronze | Medalha de prata | Medalha de ouro   | Medalha de prata | Medalha de ouro | Medalha de ouro   | Medalha de ouro   | Medalha de ouro   | Medalha de ouro   |               |               |               |
|                                                       |                   |                  |                   |                  |                 |                   |                   |                   |                   |               |               |               |
| Legenda: Competição não foi disputada nesta temporada |                   |                  |                   |                  |                 |                   |                   |                   |                   |               |               |               |